# Saint-Hilaire-de-Lusignan
 Saint-Hilaire-de-Lusignan  là một xã của tỉnh Lot-et-Garonne, thuộc vùng Nouvelle-Aquitaine, tây nam nước Pháp.